# Меґан Міранда
Меґан Міранда (англ. Megan Miranda) — американська письменниця, авторка детективних романів для підлітків і дорослих. Її романи «Усі зниклі дівчата» та «Останній гість» стали бестселерами New York Times і вибором Reese Book Club.

## Кар'єра
Міранда навчалася у школі Педді. Вона здобула ступінь з біології в Массачусетському технологічному інституті 2002 року й працювала в галузі біотехнології, перш ніж стати вчителькою природничих наук у середній школі.
2012 року Міранда опублікувала свій перший роман «Перелом» про підлітка, який прокинувся з коми після передсмертного досвіду та виявив, що здатний передбачати смерть людей. Відтоді вона опублікувала понад десяток інших романів, зокрема бестселери New York Times «Усі зниклі дівчата» та «Останній гість».
«Усі зниклі дівчата» був першим романом Міранди для дорослих.
Як повідомляється, Міранда використовує електронні таблиці для планування сюжетів своїх романів.

## Особисте життя
Підростаючи, Міранда жила в Нью-Джерсі і проводила час у будинку своїх дідуся та бабусі в Поконосі.
Станом на липень 2023 року Міранда жила в Девідсоні, штат Північна Кароліна. Вона має двох дітей і одружена з Луїсом Мірандою.

### Книжки для підлітків
- Перелом (2012)[14]
- Істерія (2013)
- Помста (2014, продовження «Перелому»)
- Відбиток душі (2015)
- Найбезпечніша брехня (2016)[15]
- Уламки загубленого (2019)[16]
- Знайди мене (2019)

### Книжки для дорослих
- Усі зниклі дівчата (2012)[7]
- Ідеальна незнайомка (2017)[17]
- Останній гість (2019)
- Дівчина з Вдовичих пагорбів (2020)
- Яке тихе місце (2021)
- Останні зникають (2023)[18]
- Єдині вижилі (2023)
- Моя дочка (2024)

## Переклади українською
2021 року у «Видавництві Старого Лева» вийшов український переклад роману «Ідеальна незнайомка», перекладач — Павло Мигаль. 2024 року у тому ж видавництві вийшов український переклад роману «Яке тихе місце», перекладачка — Ганна Литвиненко.